# Anufo jezik
Anufo jezik (ISO 639-3: cko), nigersko-kongoanski jezik plemena Chakosi u nekoliko zemalja zapadne Afrike. Oko 66 000 govornika u Gani (2003) oko Wawjayge, 13 800 u Beninu (2002 SIL) u nekoliko sela provincije Atakora, i 57 800 Togou (2002 SIL) u i oko grada Mango.
S još četiri jezika čini sjevernu bia podskupinu, to su anyin [any], anyin morofo [mtb], baoulé [bci] i sehwi [sfw]. Pripadnici etničke grupe sebe zovu Anufo

## Vanjske poveznice
- Ethnologue (14th)
- Ethnologue (15th)